# Филлипс, Кевин (актёр)
Кевин Филлипс (англ. Kevin Phillips; род. 11 декабря 1981, Статен-Айленд, Нью-Йорк, США) — американский актёр, известный по роли музыкального продюсера Марка Питтса в фильме «Ноториус» (2009), а также военного лётчика Леона Эдвардса в фильме «Красные хвосты» (2012).

## Фильмография
| Год       |   | Русское название                      | Оригинальное название        | Роль                              |
| --------- | - | ------------------------------------- | ---------------------------- | --------------------------------- |
| 2004      | с | Закон и порядок: Преступное намерение | Law & Order: Criminal Intent | Бен Уоткинс                       |
| 2004      | ф | Шашлык                                | The Cookout                  | Джамал Вашингтон                  |
| 2005      | ф | Американское оружие                   | American Gun                 | Реджи                             |
| 2006      | ф | Чокнутый                              | Delirious                    | Блэйн                             |
| 2009      | ф | Ноториус                              | Notorious                    | Марк Питтс                        |
| 2009      | ф | Кровь и кость                         | Blood and Bone               | Дэнни                             |
| 2010      | ф | Грешники и святые                     | Sinners and Saints           | детектив Уилл Ганц                |
| 2011      | ф | S.W.A.T.: Огненная буря               | S.W.A.T.: Firefight          | Кайл Уоттерс                      |
| 2011      | с | Доктор Хаус                           | House, M.D.                  | Терри Фоли                        |
| 2012      | ф | Красные хвосты                        | Red Tails                    | Леон «Неон» Эдвардс               |
| 2013      | с | Бесстыдники                           | Shameless                    | Уэнделл                           |
| 2014—2018 | с | Последний корабль                     | The Last Ship                | Фрэнсис «Фрэнк» Бенц              |
| 2017      | ф | Роксана Роксана                       | Roxanne Roxanne              | Марли                             |
| 2018      | с | Нераскрытое дело                      | Unsolved                     | Дэмион «D-Roc» Батлер / Марк Белл |